# Pont de Zélande
Le pont de Zélande et viaduc autoroutier relie Noord-Beveland à l'île de Schouwen-Duiveland. Situé aux Pays-Bas, il est le pont le plus long du pays.

## Contexte
Le pont a été construit à l'initiative de la province de Zélande. Les routes sur les nouveaux barrages de l'Escaut ont été construites dans le cadre du plan Delta à l'ouest de la province ; mais l'est de la province restait congestionné. La liaison ferry existante entre Zierikzee, Schouwen-Duiveland et Kats dans le Noord-Beveland était incapable de fournir le trafic. Selon les plans originaux, l'Escaut oriental devait être endigué en 1978, mais la construction de l'Oosterscheldekering a été repoussée qu'en 1986. Pour bénéficier d'une connexion nord-sud non perturbé, la province a donc décidé de construire un pont entre Zierikzee et Colijnsplaat.

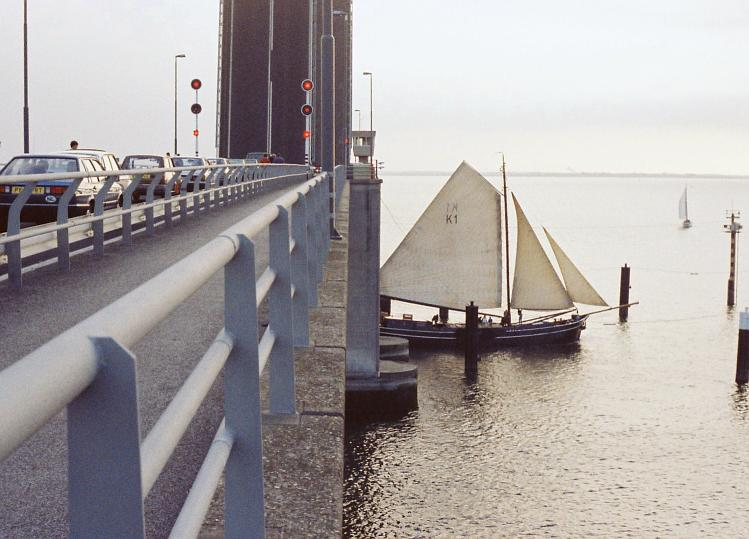
Partie à bascule pour les bateaux ayant un tirant d'air trop haut

## Construction
Le pont a été construit entre 1963 et 1965. Il est composé de 54 piliers séparés par 52 travées de 95 mètres et une partie mobile de quarante mètres. Le 15 décembre 1965, la reine Juliana ouvre officiellement le pont à la circulation. C'était alors le plus long pont d'Europe.

## Péage
L'argent pour la construction du pont avait été emprunté par la province de Zélande. Pour être en mesure de rembourser le prêt, la collectivité avait rendu le pont payant. Le 1er janvier 1993, le pont ayant été remboursé est devenu gratuit.